# Camaegeria auripicta
Camaegeria auripicta is een vlinder uit de familie wespvlinders (Sesiidae), onderfamilie Sesiinae. De soort is de typesoort van het geslacht Camaegeria.
De wetenschappelijke naam Camaegeria auripicta werd voor het eerst gepubliceerd door Strand in 1914. De soort komt voor in het Afrotropisch gebied. Het type werd verzameld in Dschang, in de provincie Ouest in Kameroen en wordt bewaard in het SDEI in Müncheberg, Duitsland.